# Natron
Natron (ナトロン)は、 オープンソースのノードベースデジタル合成ソフトウェア。 
ユーザーインターフェースとコンセプトの多くは、Avid Media Illusion 、 Apple Shake 、 Blackmagic Fusion 、 Autodesk Flame 、 Nukeなどの類似ソフトウェアの影響を受けている。 
OpenFX 1.4 APIに準拠したプラグインをサポートしており、ほとんどのOpenFXプラグインがサポートされている。 

## 名前の由来
NatronはタンザニアのNatron湖にちなんで名付けられた。which, according to Natron lead programmer Alexandre Gauthier, provides "natural visual effects" by preserving its dead animals. 

## 歴史
Natronは、個人プロジェクトとして2012年6月にAlexandre Gauthierによって開始された。 このプロジェクトは、 フランス国立情報学自動制御研究所による2013 Boost Your Codeコンテストの優勝プロジェクトである。 報奨は、Natronを学内でオープンソースソフトウェアとして開発するための12か月の雇用契約だった。 
最初に広く公開された公開リリースは0.92（2014年6月6日）で、 ロトスコープ機能とクロマキー機能が導入された。  その後のベータリリースでは、 モーションブラー 、 OpenColorIOによるカラー管理 、 ビデオトラッキングなどの追加機能が導入された 。 
2014年12月22日、バージョン1.0がリリースされた。
プロのコンピュータグラフィックアーティスト兼教師であるFrançois "CoyHot" Grassardによる大規模なサンプルプロジェクトとともに、Natronが100を超えるノードでインタラクティブにグラフを実行できることを実証した。 
2015年1月、 パリ第8大学のArt and Technology of Image（ATI）部門は、 コンピューターグラフィックスを学生やアーティストに教えるために、プロ品質の自由オープンソースソフトウェア (Blender、Krita、Natron) に切り替えると発表した。  

## ライセンス
バージョン2.0以前は、Mozilla Public Licenseバージョン2.0に基づいて配布されていたため、 クローズドソースのプラグインで再配布することができた。 
バージョン2.0以降、ソフトウェアはよりよい商業化を可能にするため、GNU General Public Licenseバージョン2 or later に変更された。  Natron 2.0以降のバイナリとともに配布されるすべてのプラグインは、 GPLv2と互換性がある。 商用プラグインを含むクローズドソースの プラグインは 、Natronで引き続き使用できるが、 FSFに基づくGPLでは、 クローズドソースプラグイン、 またはGPLv2で配布されていないプラグインのロードおよびリンクは許可されていない。 GPL互換のライセンスについては、個別に配布する必要がある。 
Natronによって生成されたデータは、GPLのライセンスの影響を受けない。プログラムの出力の著作権はそのプログラムのユーザーに帰属する。 

## 特徴

### ハードウェア
- 最小限動作要件：64ビットプロセッサ、少なくとも6 GBのRAM（8 GBを推奨）
- OpenGL 2.0またはOpenGL 1.5をサポートするグラフィックカードで、いくつかの一般的な拡張機能（ ARB_texture_non_power_of_two 、 ARB_shader_objects 、 ARB_vertex_buffer_object 、 ARB_pixel_buffer_object ）が 利用可能。

### レンダリングエンジン
- 32 bits floating point linear color processing pipeline : all frames are represented as floating-point RGBA samples with premultiplied alpha,[9] permitting the use of alpha compositing operators defined by Thomas Porter and Tom Duff.[10]
- Support for multi-core architectures: all processing is multithreaded using a thread pool pattern.
- Color management is handled by the OpenColorIO library, including support for the ACES color encoding system proposed by the Academy of Motion Picture Arts and Sciences.
- Support for many image formats, using OpenImageIO, including multi-layer OpenEXR. Additional image layers can be used to store several color layers, or for non-color information such as depth, optical flow, binocular disparity, or masks.
- Support for reading and writing video files through the FFmpeg library, including digital intermediate formats such as DNxHD and Apple ProRes.
- Full support of the OpenFX 1.4 API, enabling use of open source or commercial plug-ins.
- Support for low-resolution rendering for previewing the output of computing-intensive visual effects.

### 編集能力
- Image transform (position, rotation, scale, skew).
- Video tracking functionalities.
- Keying: Keyer, Chroma Keyer, Difference Keyer, Hue Keyer, PIK Keyer.
- Paint: Solid, Pencil, Eraser, Clone, Reveal, Blur, Smear, Dodge, Burn.
- Manual rotoscoping, using Bézier curves.
- A wide range of additional effects (color transforms, geometric transforms, image generators...) are available.
- Key frame-based parameter animation, using Bernstein polynomials (the polynomial basis behind Bézier curves) for interpolation.
- Animation curves editing : Curve Editor.
- Keyframes editing : Dope Sheet.
- Support for stereoscopic 3D and multi-view processing.

### その他の機能
- コマンドラインによるバッチモードレンダリングのサポート。最終レンダリングをレンダーファームで処理できる。
- プロジェクト形式がXMLで記述されており、人間が簡単に編集できる。
- ノードプリセットは、XMLを介して簡単にインポート/エクスポートできる。
- Pythonによるスクリプトの記述（Python 2.7）。
- SeExprによるスクリプトの記述 (ウォルト・ディズニー・アニメーション・スタジオ )。
- WebGL 1.0 script language (Shadertoy) for hardware accelerated 2D/3D visual effects development.
- カスタマイズ可能なUI。
- 「PyPlug」カスタムノード作成システム（ Nuke Gizmosに相当）。